# Sexy (album)
Sexy är en EP av Verka Serdjutjka. Det släpptes den 4 september 2020. Albumet är inspelat i Stockholm och är producerat av  Andreas Öhrn, Cris Wahle och Peter Boström.

## Låtlista
| Nr           | Titel                  | Kompositör                              | Längd |
| ------------ | ---------------------- | --------------------------------------- | ----- |
| 1.           | Swedish Lullaby        | Andreas Öhrn, Cris Wahle, Peter Boström | 3:15  |
| 2.           | Sexy                   | Andreas Öhrn, Peter Boström             | 3:19  |
| 3.           | Disco Kicks            | Andreas Öhrn, Peter Boström             | 3:06  |
| 4.           | Make It Rain Champagne | Andreas Öhrn, Peter Boström             | 2:53  |
| Total längd: | Total längd:           | Total längd:                            | 12:35 |